# Inma Shara
Inmaculada Concepción Lucía Saratxaga (Amurrio, 1972), más conocida como Inma Shara, es una directora de orquesta española.

## Trayectoria profesional
Empezó a los 4 años con la música y a los 16 se decantó por la batuta como instrumento. Estudió en el Conservatorio de música de Bilbao y en el de Vitoria. Ha dirigido las orquestas sinfónicas españolas más importantes y ha colaborado con algunas de las mejores orquestas del mundo como la London Philharmonic Orchestra, Filarmónica de Israel y las sinfónicas Checa, Rusa, de Roma, Taiwán, Milán, Lituania, Ucrania, etc. También colabora, con solistas de la talla de Mischa Maisky, Boris Berezovsky o Shlomo Mintz, entre otros.
Debutó como directora de orquesta en 1999, con 27 años.
En 2007 fue elegida miembro de número de Jakiunde, Academia de las Ciencias, de las Artes y de las Letras del País Vasco.
En diciembre de 2008 fue la primera mujer que dirigió un concierto en el Vaticano. Fue ante 7000 personas y el papa Benedicto XVI con motivo del 60.º aniversario de la Declaración Universal de los Derechos Humanos.
En 2009 fue galardonada con el premio a la Excelencia Europea "por su proyección internacional y su aportación a la música clásica", condecoración que comparte con el presidente de la Comisión Europea, José Manuel Durao Barroso, Landevillo Lavilla, consejero permanente del Consejo de Estado, y otras entidades españolas.
Fue nombrada "Embajadora Honoraria de la Marca España, premio concedido por el Foro de Marcas Renombradas por ser "una de las más brillantes representantes de la nueva generación de directores de orquesta de España" y por su trayectoria profesional. En 2010 fue invitada por la Comisión Europea y la SEEI para dirigir el concierto de clausura del Día de Europa en la Exposición Universal de Shanhgái 2010 al frente de la "Joven Orquesta Europea".
Desde 2007 colabora con la marca de relojes suizos Vacheron Constantin como imagen mundial de la empresa y Embajadora Cultural. Bajo los auspicios de dicha marca dirigió un concierto en Madrid, con la asistencia de su Majestad la Reina Sofía y cuyos beneficios fueron destinados íntegramente a la Fundación Reina Sofía para el proyecto Alzheimer. También ha dirigido conciertos en apoyo a diversas organizaciones sin ánimo de lucro dedicadas a la lucha contra el hambre, apoyo a la infancia, conciertos homenaje a las víctimas del terrorismo, celebraciones musicales para recaudar fondos para enfermedades como el cáncer, etc. Además de colaborar con la anterior marca de relojes, también lo hizo con la marca de vehículos Lexus.
En 2010 dirigió la Orquesta Sinfónica Nacional Checa en el concierto inaugural de la programación musical del Xacobeo. Durante la actuación, la Orquesta Sinfónica Nacional Checa interpretó por primera vez la "Melodía de Mondariz", creada en exclusiva por Inma Shara para este concierto y evocó a través de piezas de Eduard Grieg, Giacomo Puccini, Samuel Barber y Tchaikovsky cuatro episodios relevantes en la historia del balneario de Mondariz: el esplendor, tiempos de guerra, el gran incendio y la recuperación. Inma Shara realizó con la Orquesta Sinfónica Nacional Checa una gira de siete conciertos por distintas ciudades españolas (Valencia, Zaragoza, Pamplona, Madrid, Sevilla, Valladolid y Bilbao). En las veladas de dicha gira abordó un programa musical estructurado en tres partes y que estaba compuesto por piezas de Edvard Grieg (Holberg Suite, opus. 40), Dmitri Shostakóvich (Waltz n.º 2 "Jazz Suite No. 2) y Pyotr Ilyich Tchaikovsky (Serenata para cuerdas", in C. Op.48).
Con la casa Sony Music ha sacado al mercado varios proyectos discográficos, el último a finales del 2011.
La Junta Directiva de la Asociación Española de Directores de Recursos Humanos (AEDRH), por unanimidad, decidió otorgar el Premio Gestor de Personas 2014 a la directora de Orquesta Inma Shara, tanto por su trayectoria profesional como por su capacidad de liderazgo, dirección, compromiso y sus habilidades en la gestión de su equipo de profesionales de alto rendimiento.
Dirigió el Concierto Solidario ‘A Team For The World, África’, el 2 de febrero de 2013, en el Auditorio Nacional de Música de Madrid, en una solidaria iniciativa que pretendía apoyar los proyectos de Harambee en el continente africano. En octubre del mismo año (2013) dirigió dos conciertos organizados por la Fundación Padre Arrupe: el día 18 de octubre con motivo de la 6.ª edición de Cine en Concierto y el día 19 un Homenaje a Juan Carlos Calderón junto a El Consorcio. Posteriormente, el 15 de febrero de 2014, dirigió la orquesta Camerata Pro Arte  para ofrecer un nuevo Concierto Harambee, a fin de recaudar fondos destinados a ayuda humanitaria para África. La audición tuvo lugar en la Sala de Cámara del Auditorio Nacional de Música de Madrid.
Actuó en Lima en junio de 2014 como parte de las celebraciones por los 25 años de trabajo en Perú de la ONG Ayuda en Acción. Inma Shara dirigió un concierto de música clásica en el Museo de Arte Contemporáneo (MAC) de Lima al frente de una orquesta formada por destacados instrumentistas, que ofrecieron en su repertorio obras de Grieg, Shostakovich y Mozart. Colabora con Ayuda en Acción desde hace varios años con conciertos solidarios y como madrina de programas infantiles de música para niños con pocos recursos.
Actuó en junio de los cursos de verano de las universidades navarras en el salón de actos del Palacio del Condestable de Pamplona con la lección titulada 'Dirección armónica: el liderazgo que genera armonía'. Ha llevado a cabo una gira de música Gospel a la que han asistido casi 15.000 personas.
Shara dirigió el concierto de música clásica junto a la orquesta Camerata Pro Arte en el Auditorio Nacional de Música de Madrid con motivo del 50 aniversario de la Fundación Juan XXIII a favor de las personas con discapacidad intelectual que se celebró el 3 de noviembre de 2016. En este mismo evento el coro de la Fundación, compuesto por 15 personas con discapacidad intelectual, también participó en esta celebración cantando ‘El himno de la alegría’ de la mano de la directora de orquesta, al término del concierto.

## Premios y reconocimientos
- 2009 Premio a la Excelencia Europea[22]
- 2009 Premio Sabino arriba
- Premiada Evap (Asociación de Empresarias y Profesionales de Valencia) 2010
- Embajadora Honoraria de la Marca España
- Premio Gestor de personas 2014[19]

## Obras
- La isla de los sonidos. Vol I y II. (2010). Libro y CD de música clásica.
- La batuta invisible. El liderazgo que genera armonía.[8]